# Condado de Edmunds
El condado de Edmunds (en inglés, Edmunds County) es un condado del estado de Dakota del Sur. Tiene una población estimada, a mediados de 2022, de 4065 habitantes.
La sede del condado es Ipswich.

## Geografía
Según la Oficina del Censo, el condado tiene un área total de 2981 km², de la cual 2916 km² corresponden a tierra firme y 65 km² están cubiertos de agua.

### Condados adyacentes
- Condado de McPherson - norte
- Condado de Brown - este
- Condado de Faulk - sur
- Condado de Potter - suroeste
- Condado de Walworth - oeste

## Demografía
Según el censo de 2000, en ese momento los ingresos promedio de los hogares del condado eran de $32 205 y los ingresos promedio de las familias eran de $37 174. Los ingresos per cápita para el condado eran de $16 149. Los hombres tenían ingresos per cápita de $26 609 frente a los $18 080 que percibían las mujeres. Alrededor del 13.80% de la población estaba bajo el umbral de pobreza nacional.
De acuerdo con la estimación 2017-2021 de la Oficina del Censo, los ingresos promedio de los hogares del condado son de $69 732 y los ingresos promedio de las familias son de $82 566. Los ingresos per cápita en los últimos doce meses, medidos en dólares de 2021, son de $34 720. Alrededor del 6.9% de la población está bajo el umbral de pobreza nacional.
| 1910 | 1920 | 1930 | 1940 | 1950 | 1960 | 1970 | 1980 | 1990 | 2000 | 2010 | 2020 | 2022(est.) |
| ---- | ---- | ---- | ---- | ---- | ---- | ---- | ---- | ---- | ---- | ---- | ---- | ---------- |
| 4916 | 7654 | 8336 | 8712 | 7814 | 7275 | 6079 | 5548 | 5159 | 4367 | 4071 | 3986 | 4065       |

## Comunidades

### Ciudades
- Bowdle
- Hosmer
- Ipswich (sede del condado)
- Roscoe

### Municipios (townships)
| - Municipio de Adrian - Municipio de Belle - Municipio de Bowdle - Municipio de Bryant - Municipio de Clear Lake - Municipio de Cleveland - Municipio de Cloyd Valley - Municipio de Cortlandt - Municipio de Cottonwood Lake - Municipio de Fountain - Municipio de Glen | - Municipio de Glover - Municipio de Harmony - Municipio de Hillside - Municipio de Hosmer - Municipio de Hudson - Municipio de Huntley - Municipio de Ipswich - Municipio de Kent - Municipio de Liberty - Municipio de Madison - Municipio de Modena | - Municipio de Montpelier - Municipio de North Bryant - Municipio de Odessa - Municipio de Pembrook - Municipio de Powell - Municipio de Richland - Municipio de Rosette - Municipio de Sangamon - Municipio de Union - Municipio de Vermont |

## Mayores autopistas
| - Carretera de U.S. 12 - Carretera de Dakota del Sur 45 - Carretera de Dakota del Sur 47 - Carretera de Dakota del Sur 247 | - Carretera de Dakota del Sur 253 |